# Nestor Wassiljewitsch Kukolnik

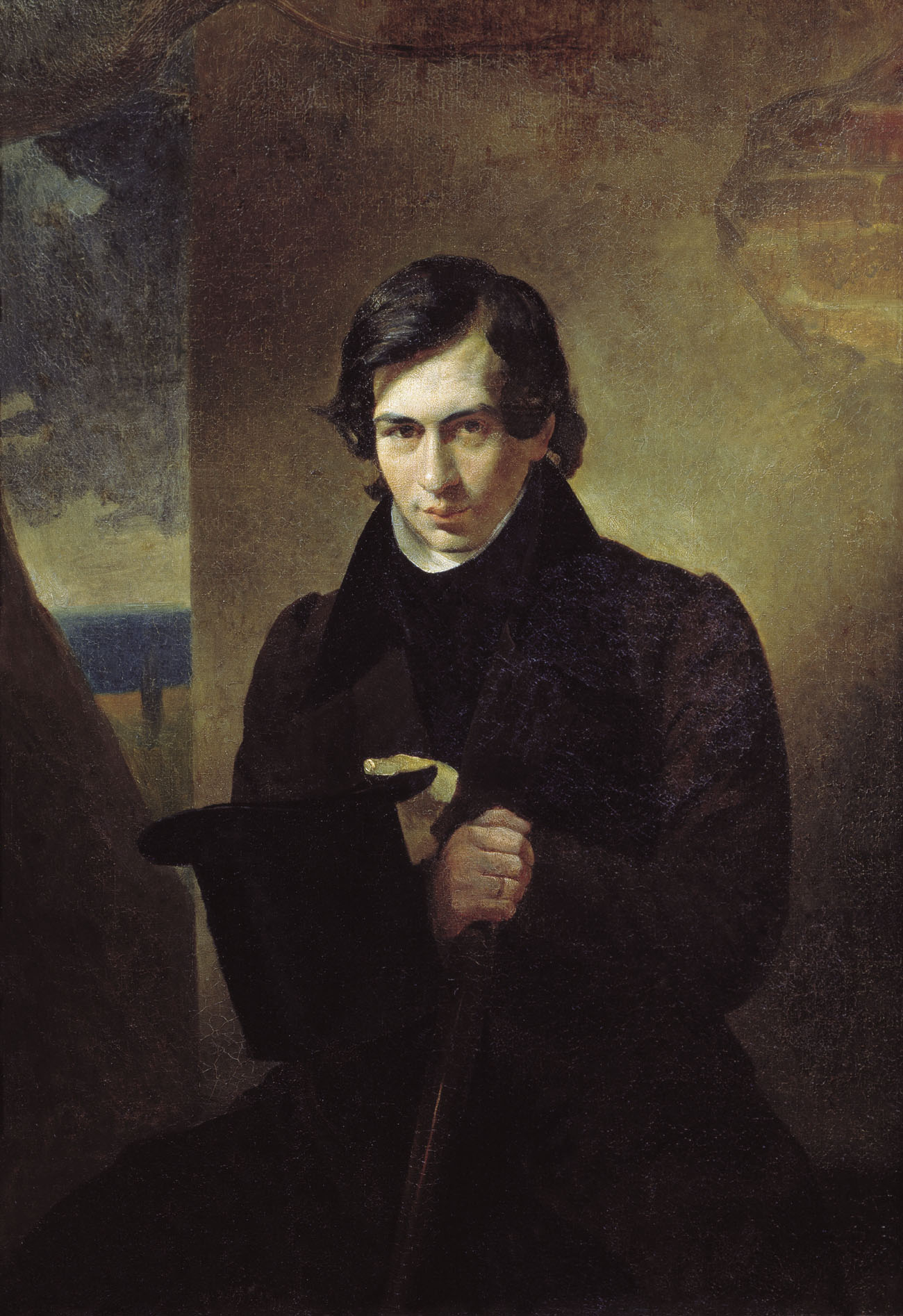
Nestor Kukolnik – das Porträt von Karl Brjullow.

Nestor Wassiljewitsch Kukolnik (russisch Нестор Васильевич Кукольник; * 8. Septemberjul. / 20. September 1809greg. in Sankt Petersburg; † 8. Dezemberjul. / 20. Dezember 1868greg. in Taganrog) war ein russischer Romancier, Dichter und Dramatiker.

## Leben
Kukolnik wurde 1809 als Sohn eines Professors geboren. Seine Ausbildung erhielt er in Neschin (heute Ukraine) am Gymnasium der Wissenschaften (Fürst Besborodko’s Lyzeum). Er war als Russischlehrer am Gymnasium von Wilna tätig. 1833 trat er mit der dramatischen Phantasie mit einem riesigen Erfolg auf. Seine nächste Phantasie «Jacobo-Sannasar» erschien 1839. Ihr folgte ein verdichtetes Fünfhandlungsdrama „Die Hand des Allmächtigen hat das Vaterland gerettet“ aus der Epoche des Interregnums nach, die ebenfalls einen immensen Erfolg hatte. Nicht weniger populär wurde auch das um 1835 erschienene Drama „Fürst Michail Wassiljewitsch Skopin-Schuiski“. Bis in die 60er Jahre hinein blieb es eines der meist beliebten Theaterstücke auf den russischen Bühnen. 1840–1845 hat Kukolnik zahlreiche Romane, Erzählungen, Dramen und Gedichte veröffentlicht. 1836–1842 verlegte er „Die Künstlerische Zeitung“, und 1845–1847 – „Dagerrotyp“  und „Illustratia“. 1841 kam seine Märchensammlung zur Welt, 1842 – „Die Gemälden der russischen Malerei“. Sich selbst nahm Kukolnik als Begründer der romantischen Schule in Russland und akzeptierte nur drei Genies: Karl Brjullow, Michail Glinka und sich selbst. Trotzdem behandelten ihn seine Zeitgenossen aus der Literaturelite kühl: Puschkin hielt seine dramatischen Werke für stümperhaft, Belinski erkannte nur einige Bedeutung seiner Erzählungen an. 1852 erschien sein historisches Drama «Offiziersbursche». Es war während des Krimkrieges aufgeführt, die patriotische Einstimmung des Publikums sorgte für den Erfolg. Die Werke Kukolnik’s wurden zum Großteil im „Bibliothek für das Lesen “ -Verlag veröffentlicht, viele aber auch separat verlegen. 1857 zog Kukolnik nach Taganrog um, wo er 1868 in der Vergessenheit starb.

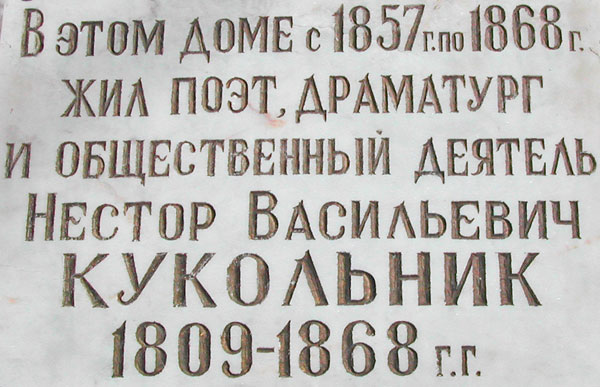
Erinnerungsplatte auf dem Wohnsitz von Nestor Kukolnik in Taganrog

Nach seinem Tode wurden sein Werk „Die Erzählung von einem blauen und einem grünen Tuch“ und sein Roman „Iohann III., Sammler russischer Gebiete“ veröffentlicht. In den 1880er Jahren wurde die Mehrzahl seiner Erzählungen über die Epoche Peters des Großen in der „Billigen Bibliothek“ von Suworin verlegen. Einige Werke von Kukolnik wurden ins Schwedische und Finnische übertragen. Kukolnik für sich selbst war keine große und originelle Person. Aber der riesengroße Erfolg, der seine Melodramen allwärts begleitet hat, sowie seine Kunstkritische Tätigkeit sichern ihm einen festen Platz unter den russischen Persönlichkeiten.
Kukolnik verfasste nach Puschkins Versepos Ruslan und Ljudmila das Libretto für die gleichnamige Oper von Michail Iwanowitsch Glinka.

## Werke
- Fürst Skopin Schuiski oder Rußland zur Zeit des falschen Demetrius (= Hermann Meynert (Hrsg.): Belletristisches Lese-Cabinet der neuesten und besten Romane aller Nationen in sorgfältigen Uebersetzungen. Bd. 234–237, ZDB-ID 2060747-7). 4 Bände. Hartleben, Pest u. a. 1852, (Digitalisate).

| Personendaten    | Personendaten                               |
| ---------------- | ------------------------------------------- |
| NAME             | Kukolnik, Nestor Wassiljewitsch             |
| ALTERNATIVNAMEN  | Кукольник, Нестор Васильевич (russisch)     |
| KURZBESCHREIBUNG | russischer Romanist, Dichter und Dramatiker |
| GEBURTSDATUM     | 20. September 1809                          |
| GEBURTSORT       | Sankt Petersburg                            |
| STERBEDATUM      | 20. Dezember 1868                           |
| STERBEORT        | Taganrog                                    |